# 巴甫洛夫峰
64°3′S 61°58′W / 64.050°S 61.967°W

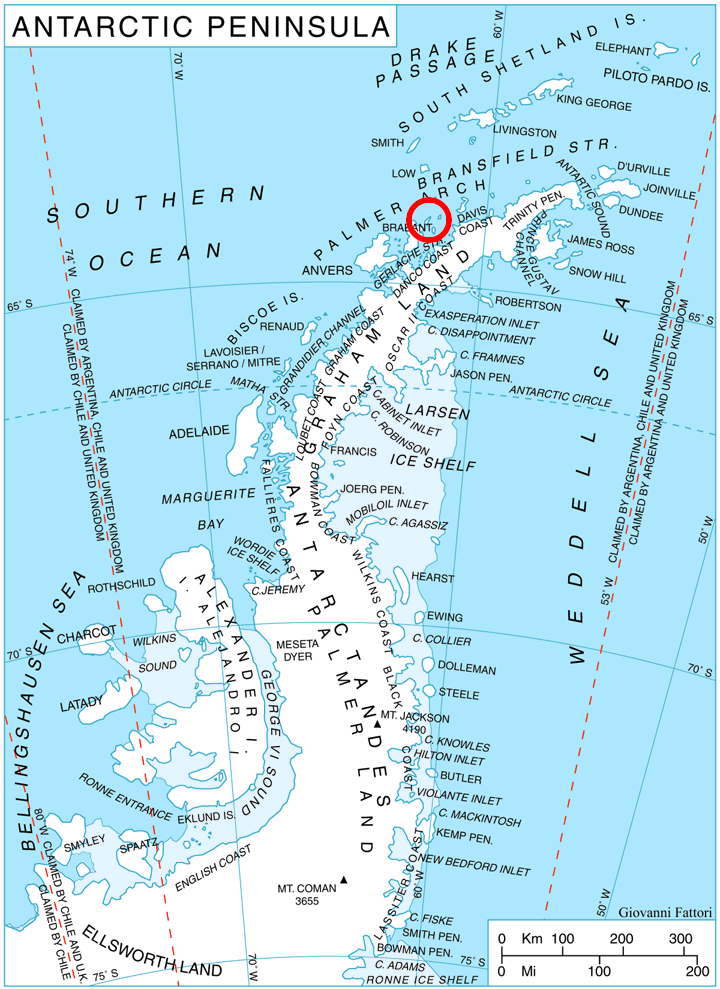

巴甫洛夫峰（英語：Pavlov Peak）是南極洲的山峰，位於帕默群島的列日島，處於維薩里山以北，東面是貝里帕拉灣，西南面是普萊斯特冰川，西北面是茲貝爾蘇爾德冰川，該山峰以俄羅斯的心理學家巴甫洛夫命名。